# Oyinkan Abayomi
Iyaloye Oyinkansola "Oyinkan" Abayomi, Lady Abayomi (Lagos, 6 de marzo de 1897 - 19 de marzo de 1990) fue una nacionalista y feminista nigeriana. Fue la directora de la organización juvenil Guías de Nigeria y fundadora del Partido de Mujeres de Nigeria.

## Trayectoria
Nacida como Oyinkansola Ajasa en Nigeria en 1897. Su familia la llamaba Oyinkan (la forma abreviada de Oyinkansola). Hija de Lucretia Olayinka Moore, una omoba de una familia real Egba, y de Sir Kitoye Ajasa, un destacado miembro de la tribu Saro que fue el primer nigeriano en ser nombrado caballero por los británicos. Tenía un hermano menor que murió a los dos años de edad. También era prima hermana de Kofo, Lady Ademola. Asistió al Seminario Anglicano para Niñas en Lagos, donde se graduó en 1909. Más tarde curso estudios en la escuela en la Young Ladies Academy en Ryford Hall, ubicada en Gloucestershire, Inglaterra. En 1917, estudió en la Royal Academy of Music de Londres. Regresó a Lagos en 1920 donde empezó a ejercer de profesora de música en el Seminario Anglicano para Niñas. Fue durante esta época cuando conoció a un abogado llamado Moronfolu Abayomi con el que se casaría en agosto de 1923, éste fue asesinado en los tribunales dos meses después.
Durante su estancia en Inglaterra, Abayomi perteneció al grupo juvenil Guías. Cuando regresó a Nigeria, entró en contacto con la Asociación de Guías Nigerianas de Lagos, fundada por una mujer inglesa. Abayomi se unió al grupo y fue la primera mujer nigeriana supervisora. También participó activamente en la educación de mujeres y niñas en su país, que no era igual a la de hombres y niños. Se unió a la Organización de Mujeres de Lagos. Recaudó fondos y comenzó a trabajar en Queen's College, a través del West African Educated Girls' Club, una organización que ella fundó en 1927.Fue profesora fundadora de la escuela, siendo la única nigeriana que trabajaba allí. Por esa época, se convirtió en una de las primeras mujeres en Lagos en conducir un automóvil.
En 1930, se casó con el médico Kofo Abayomi. En 1931, las Guías fueron reconocidas y apoyadas por el gobierno nigeriano, y Abayomi se convirtió en su comisionada principal. En 1935 se unió al Movimiento Juvenil de Nigeria. Ese año escribió un artículo en la revista de la organización, exigiendo que las mujeres ricas de Nigeria debían luchar por los derechos de las mujeres y estar dispuestas a trabajar con mujeres de clases medias y bajas por esos derechos. El 10 de mayo de 1944 fundó el Partido de Mujeres Nigerianas durante una reunión en su casa con otras doce activistas. La organización buscaba la igualdad de derechos para las mujeres. Cuando Kofo Abayomi fue nombrado caballero por la Reina del Reino Unido en 1954, Abayomi pasó a ser conocida como Lady Abayomi.
Sir Kofo Abayomi murió el 1 de enero de 1979. Abayomi se retiró de las Guías en 1982. Fue nombrada presidenta vitalicia de las Guías por su dedicación a dicha organización.
Abayomi recibió cinco títulos de jefatura nigeriana, incluido el de Iya Abiye del Pueblo egba, subgrupo del Pueblo yoruba. Murió el 19 de marzo de 1990.